# Gastoon
Gastoon est une série de bande dessinée de Yann, Jean Léturgie (scénario) et Simon Léturgie (dessin), dérivée de la série Gaston d'André Franquin. Elle met en scène le petit Gastoon, neveu de Gaston Lagaffe. Le premier album intitulé Gaffe au neveu ! est sorti le 26 août 2011 aux éditions Marsu Productions. La série est un échec critique avant même sa sortie, malgré un relatif succès commercial. Elle est désormais arrêtée.

## Concept
Le neveu de Gaston apparaissait dans l'album Gaston 19 (gag sur les piles Bidule), sans être nommé. Des versions enfantines d'autres personnages de Gaston apparaissent également, (Mademoiselle Jeanne, M. De Mesmaeker), sans que leur ressemblance avec les adultes soit expliquée.

## Polémiques
La fuite d'un projet de couverture révèle le projet au grand public. Les réactions sont majoritairement négatives sur le réseau social Twitter. Lors de sa sortie la série ne rencontre pas d'opposition particulière des fans de la série Gaston. 
Marsu Productions, voulant rassurer les fans, assure que « le projet est parfaitement dans la ligne de ce qu'aurait voulu Franquin », et Jean-François Moyersoen, le PDG de la maison d'éditions, assure avoir déjà évoqué le sujet d'une telle bande dessinée avec André Franquin. Isabelle Franquin, fille d'André Franquin, s'oppose au projet mais finit par conclure un accord à l'amiable avec Marsu Productions.
Le rachat de Marsu Productions par Dupuis en 2013 conduit à l'arrêt de la série, en raison d'un accord entre Isabelle Franquin et Dupuis. Les planches du troisième tome, non publiées, se trouvent dans des galeries spécialisées.

## Accueil
Le premier tome reçoit un accueil mitigé de la presse. Télérama juge les gags « gentillets » mais peu drôles et datés, sans « grain de folie franquinien ». Tiré à 110 000 exemplaires, seuls 47 000 sont vendus. Le deuxième tome est tiré à 75 000 exemplaires. Les ventes décevantes sont une des causes de l'arrêt du projet.

## Albums
1. Gaffe au neveu ! 2011, Marsu Productions.
2. Des vertes et des pas mûres 2012, Marsu Productions.